# Nyangrel Nyima Özer
Nyangrel Nyima Özer ou Nyang Ral Nyima Ozer, (1124-1192) était un important tertön de la tradition nyingma du bouddhisme tibétain. Il est le premier des cinq rois tertöns, dont l'apparition a été prédite par Padmasambhava. Il était l'incarnation du roi Trisong Detsen. Il diffusa la pratique du protecteur du Tibet Avalokiteshvara. Il est l'auteur d'une histoire du bouddhisme en Inde et au Tibet. 

## Biographie
Il est né en 1124 ou 1136 dans le Lhodrak dans une famille liée à l'école Nyingma, de Nyangtona Choki Khorlo et de sa femme, Pema Devatsel. Lorsqu'il eut huit ans, il eut des visions de Bouddha Sakyamuni, Avalokitesvara et Padmasambhava.
Conformément à la prédiction d'une dakini, il est allé à Choki Mavo Draktsa où la Sagesse des Dakinis lui donna le nom de Nyima Ozer (rayon de soleil). Padmasambhava lui apparut sous la forme d'un Dorje yogi Wangchuk et a donné des instructions et une liste de Therma. Il a découvert de nombreux volumes des enseignements de Terma, le plus célèbre d'entre eux sont considérés comme Kage Desheg Dupa - une série d'enseignements qui mettent l'accent sur le sadhana des huit Hérouka, ainsi que la biographie de Padmasambhava, appelée Sanglingma. Un commerçant lui a donné des doigts cassées de la statue. À l'intérieur d'un doigt, Nyang Ral a trouvé une liste avec laquelle il a trouvé deux boîtes avec Terma concernant Vairotsana. Un de ces termas concernait Kage Desheg Dupa et des instructions secrètes pour eux, écrit de la main de Vairotsana et Denma Tsemang. Ces manuscrits étaient des copies personnelles du roi Trisong Detsen. La boîte contenait d'autres image de livre, et des stupas, représentant le corps, parole et esprit d'Hayagriva, ainsi que d'autres éléments. Nyang Ral a trouvé des Terma dans des endroits différents, y compris à Samyé.
Nyang Ral Nyima Ozer a eu plusieurs maîtres, en particulier, il a étudié avec son père - le grand maître Nyangtona. Ses professeurs étaient Gyanonpa Tondo, Zhikpo Nyima Senge, Mel et Kavachepa Tonpa Khache. Pendant trois ans, il a pratiqué le "Guru comme une collection de trois corps» (tibétain bla-ma-sku gsum 'dus-pa), a ensuite rencontré Padmasambhava et a reçu de nombreuses instructions verbales. Au cours de la pratique du «Gourou que la réalisation de l'esprit» (tibétain bla-ta voyous-sgrub) a comparu devant lui Yéshé Tsogyal et l'a doté le texte «conversation dakini centuple" (Tib mkha'-'gro' izhu-lan brgya-rtsa).
Nyang Ral Nyima Ozer est mort en 1204 (ou 1192) à l'âge de soixante-neuf ans. Il a prédit qu'il y aurait trois émanations - son corps, sa parole et son esprit. 